# Красная Горка (Северо-Казахстанская область)
Красная Горка (каз. Красная Горка) — село в Кызылжарском районе Северо-Казахстанской области Казахстана. Входит в состав Рассветского сельского округа.

## География
Село расположено на правом берегу реки Ишим.

## Предыстория
По территории нынешнего села Красная Горка, по рассказам очевидцев, в годы Гражданской войны проходили части Колчака. Подтверждением этому служат многочисленные данные, полученные в результате раскопок, проводившихся в 1970-е годы. В их результате были обнаружены предметы снаряжения, орудия и другие артефакты.

## История
Село появилось в 1928 году, когда из соседних заимок стали перебираться на постоянное место жительства боголюбовцы. Первыми жителями Красной Горки стали члены чуть более 30 семей. Село относилось к Боголюбовскому сельскому совету Приишимского района.
В 1940-е годы Красная Горка вошла в состав колхоза имени К. Ворошилова. За четыре года Великой Отечественной войны на фронт ушло около 70 мужчин, из которых вернулись только 16.
В 1957 году произошло преобразование колхоза в совхоз. В 1960-е годы Красная Горка вошла в состав Ленинского района c центром в Явленке, тогда как в селе Заречном находился сельсовет. В 1962 году начальная школа в Красной Горке преобразована в восьмилетнюю. В 1965 году село стало частью совхоза «Рассвет» в Бишкульском районе.
В послевоенные годы встала на путь устойчивого развития: было построено новое здание школы, в котором она размещается до сих пор; появились клуб, детский сад, фельдшерско-акушерский пункт (ФАП), общественная баня, велось активное строительство. Созданы животноводческие комплексы вместимостью более четырёх тысяч голов крупного рогатого скота. Животноводы Красной Горки были известны тем, что по надою молока занимали одни из первых мест не только в районе, но и в области. Приезжали перенимать опыт из других районов Северо-Казахстанской области. Село несколько раз становилось местом проведения республиканских семинаров животноводов.
В начале 1980-х годов был утверждён проект нового типового здания школы, который так и не был осуществлён. В 1985 году начинается экономический спад: постепенно сокращается количество обрабатываемых земель и количество голов крупного рогатого скота на фермах — животноводческие комплексы приходят в запустение. Закрывается ряд важных социальных и культурных учреждений: детский сад, ФАП и сельский клуб.
В постсоветский период появилось несколько новых магазинов, была подведена вода в старую часть Красной Горки, а с октября 2006 года – во вторую половину села. Возникли крестьянские хозяйства из земельных паёв сельчан.

## Население
В 1999 году население села составляло 487 человек (240 мужчин и 247 женщин). По данным переписи 2009 года, в селе проживало 416 человек (201 мужчина и 215 женщин).

## Инфраструктура
В Красной Горке расположены основная школа, детский дошкольный мини-центр при школе, медицинский пункт. Рядом с селом проходит автомобильная дорога А16 Петропавловск — Жезказган.

## Достопримечательности
В селе находится памятник погибшим в Великой Отечественной войне.

## Связь
Оператор мобильной связи — «Билайн».